# Rasbora argyrotaenia

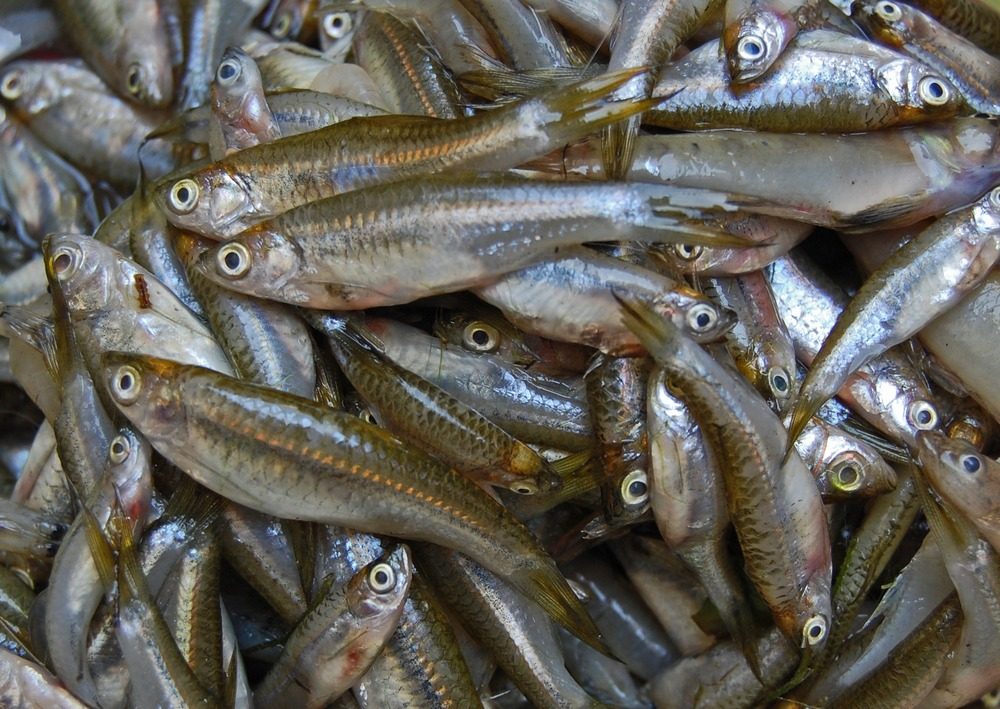
Exemplars capturats a Java

Rasbora argyrotaenia és una espècie de peix cipriniforme de la família dels ciprínids que es troba des de Malàisia fins a Borneo, Java i Sumatra, incloent-hi el riu Mekong.
Els mascles poden assolir els 12 cm de longitud total.